# Gwrin Farfdrwch
Gwrin Farfdrwch (Corinius in latino e Corin in inglese; attorno al 480) salì sul trono del Meirionydd dopo la morte del padre Cadwaladr.
Presumibilmente portava una barba ordinata. Goffredo di Monmouth lo retrodata nel tempo, facendolo diventare uno dei re leggendari della Britannia, Gurguit Barbtruc. Gwrin avrebbe condotto una campagna vittoriosa contro i "danesi" (probabilmente, però, si trattava di invasori sassoni). (presumibilmente raiders del Saxon). Sposò Marchell, figlia, di Brychan Brycheiniog, primo sovrano del Brycheiniog (inizi del VI secolo).
Alla sua morte, sarebbe stato sepolto a Caer-Legeion-guar-Uisc (Caerleon). Gli successe il figlio Gwyddno Garanhir.